# Bayerische Handballmeisterschaft 1950
Die Bayerische Handballmeisterschaft 1950 war die erste vom Bayerischen Handball-Verband (BHV) ausgerichtete Endrunde um die bayerische Meisterschaft im Hallenhandball der Männer. Sie wurde in einem Ausscheidungsturnier am  21. Januar 1950 durchgeführt.

## Turnierverlauf
Die Meisterschaft gewann der 1. FC Nürnberg, der damit zur Teilnahme an der Süddeutschen Meisterschaft 1950 in Frankfurt am Main berechtigt war und dort den 4. Platz belegte. Eine weitere Qualifizierung zur Endrunde um die Deutsche Meisterschaft in Berlin war mit dieser Platzierung nicht möglich.

### Modus
Es spielte jeder gegen jeden, der Meister war für die Süddeutsche Meisterschaft 1950 qualifiziert.

Bereich des „Bayer. Handballverbandes“ (BHV)

### Endrunde
ESV Freilassing 	– 	TG Würzburg 	5 	: 	4
VfL München 	– 	TG Landshut 	2 	: 	2
1. FC Nürnberg 	– 	ESV Freilassing 	2 	: 	1
TG Würzburg 	– 	TG Landshut 	3 	: 	3
1. FC Nürnberg 	– 	VfL München 	3 	: 	2
ESV Freilassing 	– 	TG Landshut 	3 	: 	3
TG Würzburg 	– 	VfL München 	3 	: 	3
1. FC Nürnberg 	– 	TG Landshut 	3 	: 	2
VfL München 	– 	ESV Freilassing 	4 	: 	2
1. FC Nürnberg 	– 	TG Würzburg 	4 	: 	3

### Endrundentabelle
Saison 1949/50 
|    | Mannschaft         | Spiele | Punkte |
| -- | ------------------ | ------ | ------ |
| 1. | 1. FC Nürnberg (M) | 4      | 8:0    |
| 2. | VfL 1926 München   | 4      | 4:4    |
| 3. | TG Landshut        | 4      | 3:5    |
| 4. | ESV Freilassing    | 4      | 3:5    |
| 5. | TG Würzburg        | 4      | 2:6    |

 Bayerischer Meister und für die Endrunde zur Süddeutsche Handballmeisterschaft 1950 qualifiziert.